# 制限視野電子回折
制限視野電子回折（Selected area (electron) diffraction、SAD、SAED）とは、結晶構造を調べる手法で、透過型電子顕微鏡（TEM）で用いられる。
TEMでは薄い結晶サンプルに高エネルギー電子の平行ビームを照射する。一般的にTEMサンプルの厚みは~100 nm、電子のエネルギーは100-400keVで、電子は容易にサンプルを透過する。このとき電子は粒子ではなく波動として扱われる（粒子と波動の二重性を参照）。高エネルギー電子の波長は数千ナノメートルであり、固体中の原子間距離よりも100倍程度大きいため、原子は電子に対して回折格子として働く。つまり一部はサンプルの結晶構造によって決まるある一定の角度に散乱され、その他の部分は偏向せずにサンプルを透過する。
その結果TEMのスクリーン上の像は制限視野回折パターン（selected area diffraction pattern, SADP）と呼ばれる一連のスポットとなり、サンプルの結晶構造の満たすべき回折条件を満たすように各スポットは現れる。サンプルを傾けると別の回折条件が有効になり、異なる回折スポットが生じたり回折スポットが消えたりする。

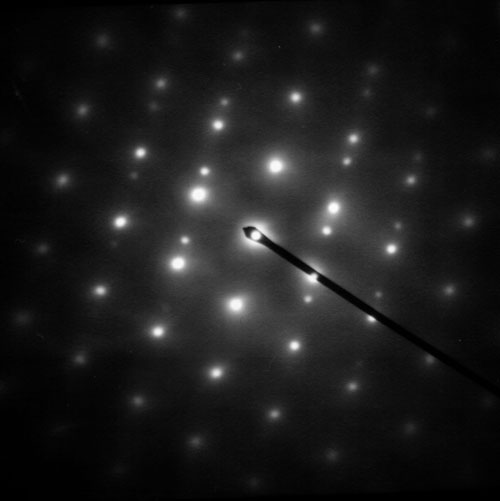
鋼中のオーステナイト単結晶のSADP

ユーザーはサンプルの一部分のみの回折パターンを選択的に得ることができる。制限視野絞りはTEMカラムのサンプルホルダーの下に位置し、ビーム経路に挿入することでビームを遮断する。金属の薄い板に異なる大きさの穴が開いており、ユーザーによって動かすことができる。穴を透過する一部の電子ビーム以外は全て遮断される。調べたいサンプルの位置に絞りの穴を動かすことで、その位置のみがスクリーン上のSADPに寄与する。これは多結晶などで重要である。1つ以上の結晶がSADPに寄与する場合、分析することは困難となる。そのような場合、1回の分析で１つの結晶を選択するのが便利である。2つの結晶の間の結晶方位を調べるときには、一度に2つの結晶を選ぶこともある。
SADは結晶構造を同定したり、結晶欠陥を調べるときに用いられる。これはX線回折でも同様だが、X線回折では一般的に数ｃｍの領域を調べるのに対して、SADでは数百ナノメートル程度の大きさの領域を調べることができる。
回折パターンはブロードで平行な電子ビームを照射することで得られる。像面での絞りは試料の回折領域を選ぶのに用いられ、位置選択的な回折分析を与える。SADパターンは逆格子の投影で、するどい回折スポットを示す。結晶サンプルを低指数の晶帯軸に傾けることで、結晶構造の同定や格子定数の測定にSADパターンを用いることができる。SADは暗視野イメージング条件を構成するのに重要である。SADのその他の用途には、格子整合、界面、双晶、結晶欠陥などがある。
SADは主に材料科学や固体物理学で用いられ、最も一般的に用いられる実験手法の１つである。

## 多結晶材料
単一のスポットが現れるのは、単結晶による電子回折の場合のみである。多くの材料では異なる方位をもった多くの結晶が存在する。多結晶材料のSADは粉末X線回折と類似した環状パターンを生み、構造を同定したり、ナノ結晶とアモルファス相を見分けるために用いられる。